# Augusta Bilbilis
Augusta Bilbilis - starożytne miasto o statusie municypium w rzymskiej prowincji Hispania Tarraconensis, położone nad rzeką Salo (dziś Jalón). Znane ze złotnictwa, hodowli koni, produkcji broni i wyrobów żelaznych. Ojczyzna poety Marcjalisa. Ruiny miasta znajdują się ok. 4 km od współczesnej miejscowości Calatayud.